# Švedski sto
Švedski sto (швед. smörgåsbord) je vrsta skandinavskog obroka koji se sastoji od više raznih namirnica na stolu, a ime je dobio jer je poreklom iz Švedske. To je obično posluženje, gde gosti mogu da konzumiraju niz jela po izboru i bez ograničenja količine. 
Švedski sto je postao međunarodno poznat pojavom na Svetskom sajmu u Njujorku 1939. godine kada je ponuđen u švedskom paviljonu, u restoranu "Tri Krune"
Tradicionalni švedski sto sastoji se od toplih i hladnih jela. Hleb, puter i sir su uvek deo originalnog švedskog stola . Uobičajeno je da se počne (prvi tanjir) sa hladnim ribljim jelima koja su generalno različiti oblici haringa, lososa i jegulja. Posle ovog prvog tanjira, gosti obično nastavljaju sa drugim hladnim predjelima, i zaokružuju sa toplim jelima. Desert može ili ne mora biti uključen u švedski sto .

## Istorija
Članovi udruženja švedskih trgovaca i više klase u XIV veku Švedskoj i Finskoj su prvi servirali “brännvinsbord” (rakijski sto), mali bife postavljen na pomoćnom stolu, gde su raznolika predjela služena pre obroka, pre nego što se sedne za glavni sto. Obavezne namirnice su bile hleb, puter, sir, haringa i nekoliko vrsta likera , ali i dimljeni losos, kobasice i hladno narezano usoljeno meso se takođe služilo .
Brännvinsbord je služio kao predjelo dok se ljudi okupljaju i jedu, dok stoji pred večeru ili posle večere, često i dva do pet sati pre večere, ponekad i sa muškarcima i ženama u odvojenim sobama. Švedski sto je postao popularan sredinom - XVII veka, kada se hrana preselila sa sporednog stola na glavni i počelo serviranje toplih i hladnih jela. Švedski sto se takođe služio kao predjelo u hotelima, a kasnije i na železničkim stanicama, pre pojave posebnih kola za ručavanje . Restorani u Stokholmu na Olimpijskim igrama 1912. prestali su da se služi švedski sto kao predjelo i počeli su da ga služe kao za glavno jelo .

## Švedski sto danas
Švedski sto je uobičajen u hotelima (za doručak), nekim restoranima, koktelima i prijemima.
U nas se koristi i na svadbama i drugim slavljima gde se na taj način omogućava svakom da konzumira koliko želi, pri čemu je serviranje daleko brže i jednostavnije, jer je bez posredstva kelnera.
U Srbiji postoji varijanta nazvana “Zlatiborski sto” gde se serviraju tipično srpski specijaliteti kao što su pršuta, jagnjeće i praseće pečenje, kajmak, pasulj prebranac, proja i sl.

## Priprema Švedskog stola
Kada se vrši kalkulacija potrebne hrane, koja će, očekuje se biti i dovoljna, onda se po učesniku računa ukupno 350 grama hrane.
Prema složenosti, broju jela postoji sledeća podela Švedskih stolova:
- Jednostavni broje do šest jela (tri hladna i tri topla),
- Srednji deset (pet hladnih i pet toplih)
- Složeni, odnosno banketski, koji broje više od deset jela u ponudi

Takođe, mogu biti mrsni, posni, vegetarijanski i slatki i voćni.
Postavka stola može biti uza zid prostorije ili u sredini kada se gosti koji se služe kreću u krug oko njega. Sto uza zid se koristi u slučajevima kada se očekuje da posle posluženja gostiju isti ne smeta a drugi ako je broj gostiju veći.
Oblik stola nije presudan mada se smatra da je najbolje kada je sto četvrtast. Na samom početku stola su tanjiri i pribor. Kako gosti prilaze stolu hrana treba da bude poređana sledećim redom: salate, predjela, glavna jela, sosevi, kolači, voće i na kraju pecivo. Na stolu sem hrane može da bude korpa voća ili neutralno cveće. Običaj je takođe da se pića nalaze na drugom stolu.